# Ministrowie zabezpieczenia socjalnego Wielkiej Brytanii

## Ministrowie emerytur
| Minister                 | Czas urzędowania                        |
| ------------------------ | --------------------------------------- |
| George Nicoll Barnes     | 10 grudnia 1916 – 17 sierpnia 1917      |
| John Hodge               | 17 sierpnia 1917 – 10 stycznia 1919     |
| Laming Worthington-Evans | 10 stycznia 1919 – 2 kwietnia 1920      |
| Ian Macpherson           | 2 kwietnia 1920 – 19 października 1922  |
| George Tryon             | 31 października 1922 – 22 stycznia 1924 |
| Frederick Roberts        | 23 stycznia 1924 – 3 listopada 1924     |
| George Tryon             | 11 listopada 1924 – 4 czerwca 1929      |
| Frederick Roberts        | 7 czerwca 1929 – 24 sierpnia 1931       |
| George Tryon             | 3 września 1931 – 18 czerwca 1935       |
| Robert Hudson            | 18 czerwca 1935 – 30 lipca 1936         |
| Herwald Ramsbotham       | 30 lipca 1936 – 7 czerwca 1939          |
| Walter Womersley         | 7 czerwca 1939 – 26 lipca 1945          |
| Wilfred Paling           | 3 sierpnia 1939 – 17 kwietnia 1947      |
| John Hynd                | 17 kwietnia 1947 – 7 października 1947  |
| George Buchanan          | 7 października 1947 – 2 lipca 1948      |
| Hilary Marquand          | 2 lipca 1948 – 17 stycznia 1951         |
| George Isaacs            | 17 stycznia 1951 – 26 października 1951 |
| Derick Heathcoat-Amory   | 5 listopada 1951 – 3 września 1953      |

## Ministrowie zabezpieczenia socjalnego
| Minister            | Czas urzędowania                       |
| ------------------- | -------------------------------------- |
| William Jowitt      | 8 października 1944 – 23 maja 1945     |
| Leslie Hore-Belisha | 25 maja 1945 – 26 lipca 1945           |
| Jim Griffiths       | 4 sierpnia 1945 – 28 lutego 1950       |
| Edith Summerskill   | 28 lutego 1950 – 26 października 1951  |
| Osbert Peake        | 31 października 1951 – 3 września 1953 |

## Ministrowie emerytur i zabezpieczenia socjalnego
| Minister            | Czas urzędowania                            |
| ------------------- | ------------------------------------------- |
| Osbert Peake        | 3 września 1953 – 20 grudnia 1955           |
| John Boyd-Carpenter | 20 grudnia 1955 – 16 lipca 1962             |
| Niall Macpherson    | 16 lipca 1962 – 21 października 1963        |
| Richard Wood        | 21 października 1963 – 16 października 1964 |
| Margaret Herbison   | 18 października 1964 – 6 sierpnia 1966      |

## Ministrowie zabezpieczenia socjalnego
| Minister          | Czas urzędowania                 |
| ----------------- | -------------------------------- |
| Margaret Herbison | 6 sierpnia 1966 – 26 lipca 1967  |
| Judith Hart       | 26 lipca 1967 – 1 listopada 1968 |

## Ministrowie służby socjalnej
| Minister         | Czas urzędowania                   |
| ---------------- | ---------------------------------- |
| Richard Crossman | 1 listopada 1968 – 19 czerwca 1970 |
| Keith Joseph     | 20 czerwca 1970 – 4 marca 1974     |
| Barbara Castle   | 5 marca 1974 – 8 kwietnia 1976     |
| David Ennals     | 8 kwietnia 1976 – 4 maja 1979      |
| Patrick Jenkin   | 5 maja 1979 – 14 września 1981     |
| Norman Fowler    | 14 września 1981 – 13 czerwca 1987 |
| John Moore       | 13 czerwca 1987 – 25 lipca 1988    |

## Ministrowie zabezpieczenia socjalnego
| Minister         | Czas urzędowania                 |
| ---------------- | -------------------------------- |
| John Moore       | 25 lipca 1988 – 23 lipca 1989    |
| Tony Newton      | 23 lipca 1989 – 10 kwietnia 1992 |
| Peter Lilley     | 10 kwietnia 1992 – 2 maja 1997   |
| Harriet Harman   | 3 maja 1997 – 27 lipca 1998      |
| Alistair Darling | 27 lipca 1998 – 8 czerwca 2001   |